# Microsoft Surface
Microsoft Surface — серия устройств, разработанных и продаваемых компанией Майкрософт. Surface был анонсирован 18 июня 2012 года генеральным директором Майкрософт Стивом Балмером.
Surface существует в четырёх редакциях — изначально это планшеты Surface RT, Surface Pro, с 2015 года Surface Book и с 2016 Surface Studio. Surface RT использует процессор на базе архитектуры ARM, в то время как модель Surface Pro, Surface Book, Surface Studio используют процессор от Intel. Все редакции могут работать с приложениями из Windows Store, однако только Surface Pro, Surface Book и Surface Studio позволяют устанавливать традиционные приложения для настольных компьютеров.

## Технические характеристики
Линия Microsoft Surface использует литой магниевый корпус «VaporMg» в паре с PVD-отделкой.
Также, в обе модели Surface включены USB-порты, что делает возможным подключение стандартных внешних USB-накопителей терабайтных ёмкостей, клавиатур, мышей, микро-HDMI разъём, магнитная полоса-разъём для подключения аксессуаров Touch Cover и Type Cover, магнитная полоса-разъём для контакта с зарядным устройством и microSDXC кардридер, позволяющий подключать сменные microSD-карты с объёмом каждой до 64 Гб, спрятанный под подставкой. Обе модели обладают двумя 720p HD фронтальной и задней камерами и подставкой толщиной 0,77 мм, позволяющей поставить устройство под углом, оставляя руки свободными для просмотра, аудио-разъём 3,5 мм для подключения наушников и механическая сдвоенная кнопка регулировки громкости, беспроводные Bluetooth 4.0, WiFi (802.11 b/g/n) с двойной антенной для повышенной чувствительности. В центре под экраном расположена чувствительная сенсорная клавиша Windows.
Датчики Surface RT: акселерометр, гироскоп, компас, датчик освещённости.
Аккумулятор Surface RT — Li-Polymer 8500 мАч (до 8 часов непрерывного просмотра видео или до 2 недель в режиме бездействия), время зарядки — 2 часа.
Габариты Surface — 275×172×9,4 мм, масса — 687 г.

### Дисплей
Surface RT и Surface Pro оснащены экранами с диагональю 10,6 дюйма (27 см) и соотношением сторон 16:9. Surface RT имеет максимальное разрешение 1366×768, в то время как SurfacePro имеет максимальное разрешение 1920×1080 (1080p HD). Оба планшета используют технологию Microsoft ClearType HD и поддерживают ультраширокий угол обзора и автоподстройку яркости экрана. При анонсировании Майкл Анджуло (Michael Angiulo) сказал, что когда Surface Pro будет находиться на расстоянии 43 см от глаз, они не смогут различать отдельные пиксели.

### Touch Cover и Type Cover
Майкрософт предлагает две клавиатуры-крышки для Surface — Touch Cover и Type Cover — которые подключаются к Surface с помощью магнитной полосы. Обе они служат как защитные крышки в закрытом состоянии и функционируют как клавиатуры в открытом. Touch Cover имеет толщину 3,25 мм и оснащена сенсорной клавиатурой. Type Cover толще на 6 мм и включает тактильную клавиатуру с физическими клавишами. Клавиатуры оснащены гироскопом и акселерометром для определения, основанного на положении, принимать ввод или нет. Обе также имеют тачпад с мультикасанием.
Также существует специальная редакция мыши «Wedge Touch Mouse, Surface Edition».

## Особенности использования программного обеспечения
- Все планшеты с Windows RT бесплатно обновляются, используя доступное обновление в Windows Store, до локализованной версии Windows 8.1 RT, обеспечивающей ещё большую производительность и дополнительные его возможности.
- Предустановлен лицензионный пакет MS Office 2013 RT (Outlook, Word, Excel, PowerPoint, OneNote).
- Особенностью Windows 8.1 RT является предустановленная дополнительная возможность воспроизведения кроме HD-видео форматов, построенных на современных кодеках H.264, AAC и flash-video, ещё и воспроизведение морально устаревших .avi-контейнеров, включающих кодеки клонов DIVX/XVID и звук AC-3.
- Линейка Windows 8 (8.1, RT) обеспечивается современными защитами от вредоносного программного обеспечения. Благодаря несовместимости по системе машинных команд процессоров ARM и Intel, операционная система и программы не подвержены заражению существующими (и будущими) вирусами для Win32-платформы.

### Продажи
Начало продаж планшета Surface RT — 4 апреля 2013 года.
Цена планшета Surface RT на конец 2013 года достигла значения в 349 $ (в России — на уровне от 11 690 руб.)

### Локализация
Планшет Surface RT поставляется с операционной системой Windows RT, полностью локализованной на русский язык, так же, как и Office 2013 RT. Он же обеспечивает проверку русской орфографии.

## История
- 18 июня 2012 года продукт был анонсирован.
- В июне 2012 года, на презентации Microsoft Surface и Windows RT, Microsoft переименовала сенсорный «рабочий стол» из Surface в Microsoft PixelSense.
- 26 октября 2012 года планшет Surface RT вышел на мировой рынок.
- 6 января 2013 года энтузиасты опубликовали программный код, позволяющий запускать на планшете Surface RT «неподписанные» приложения[24].
- 9 февраля 2013 года планшет Surface Pro поступил в продажу в США и Канаде.
- 14 февраля 2013 года география продаж Surface RT расширена на 13 стран Европы[25].
- 4 апреля 2013 года планшет Surface RT поступил в продажу в России.
- В сентябре 2013 года компания Microsoft представила два новых планшета — Surface Pro 2 и Surface 2, полностью совместимые с операционной системой Windows 8.1[26].
- В 2014 были анонсированы Surface 3 и Pro 3.
- В 2015 были анонсированы Surface Pro 4 и первый полноценный ноутбук-планшет от Microsoft Surface Book . Также это первые устройства от Microsoft, изначально работающие на Windows 10.
- В 2016 вышел моноблок Microsoft Surface Studio, а ноутбук-планшет Microsoft Surface Book был обновлен до версии Surface Book i7.
- 2 мая 2017 года на мероприятии Microsoft EDU был анонсирован ультрабук Surface Laptop, работающий под управлением Windows 10 S.